# Claro Jansson

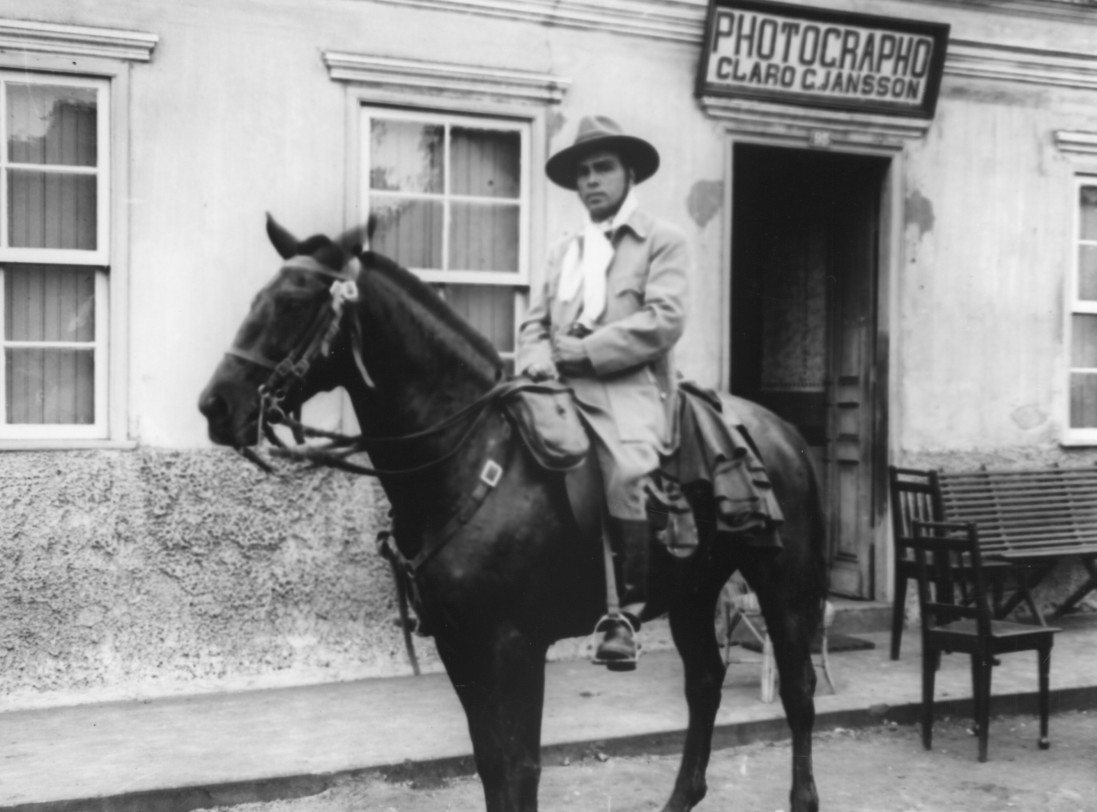
O deputado gaúcho Glicério Alves, negociador da paz entre legalistas e revoltosos, posa à frente da residência de Claro Jansson, na pequena Itararé (SP) em outubro de 1930

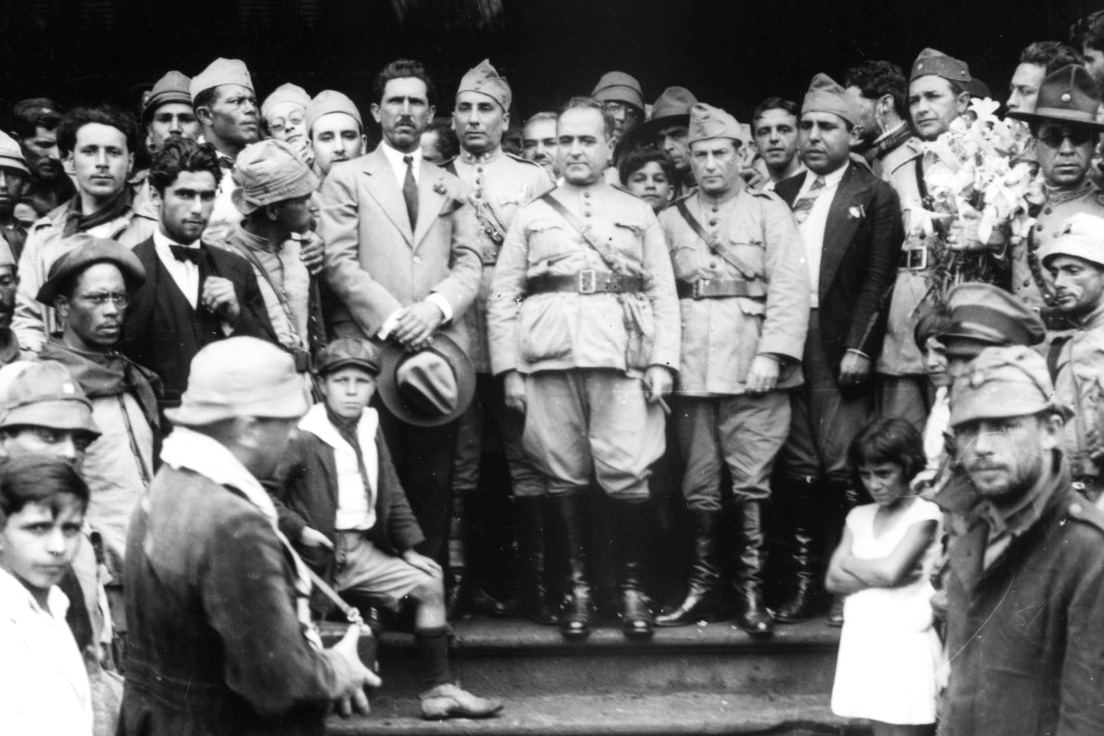
Célebre fotografia da comitiva de Getúlio Vargas ao passar por Itararé após o final dos combates da Revolução de 1930. Estação Sorocabana, Itararé SP, outubro de 1930.

Claro Gustavo Jansson, nascido Klas Gustav Jansson, (Hedemora, 5 de abril de 1877 — Curitiba, 1954) foi um fotógrafo sueco naturalizado brasileiro.

## Infância
Nascido na cidade de Hedemora, região da Dalarna, na Suécia Central, a cerca de duzentos quilômetros de Estocolmo, foi criado no credo luterano e viveu em sua localidade natal até 1890 quando a família mudou-se para Sundsvall, mais ao norte.
Viveu tempos difíceis, quando a Suécia era um dos mais pobres países da Europa. Em 1891 a família decide mudar-se para a América, seguindo o mesmo caminho de muitos outros suecos de então. Porém a grande maioria destes mudou-se para o Estados Unidos. Não se sabe exatamente o que teria motivado cerca de dois mil suecos - talvez quinhentas famílias - a emigrar para ao Brasil. Entre eles estavam os Jansson.

## Primeiros anos no Brasil
Chegando em 1891 ao Brasil em companhia do pai, Anders Jansson, da madrasta e de cinco irmãos mais novos (deixando na Suécia apenas Anna Jansson, a irmã mais velha) foi morar na pequena localidade de Jaguariaíva, no estado do Paraná.
Da lá, mudou-se para Lapa no mesmo estado, a sessenta quilômetros de Curitiba, onde ajudou a cuidar do Barão dos Campos Gerais que se encontrava enfermo em seus últimos meses de vida. Nesta cidade testemunhou os trágicos acontecimentos de 1893, quando lá travou-se a até hoje mais sangrenta batalha ocorrida em solo brasileiro, denominada "Cerco da Lapa". Obrigado por um capitão a engajar-se num destacamento governista que deixava a Lapa logo após o fim do cerco, fugiu a cavalo durante a marcha e foi de volta para a casa do pai em Jaguariaíva.
Logo depois aventurou-se para a região de Porto União, onde empregou-se como capataz de turmas que exploravam erva-mate. Neste mesmo trabalho, embrenhou-se pelos sertões de pinheiros do Oeste Catarinense até as Misiones, na Argentina, onde viveu por alguns anos em Barracón, cidade hoje chamada Bernardo Irigoyen.
Viúvo da primeira esposa (a brasileira Benedita Mattoso, de Porto União), e já pai de três filhas, casou-se em segundas núpcias com a também sueca Eleonora Deflon, filha de amigos que haviam emigrado da Suécia no mesmo navio em que vieram os Jansson. Eleonora vivia na Colônia Militar do Alto Uruguai, (no hoje município de Tiradentes do Sul), Rio Grande do Sul. Com ela Claro teve mais seis filhos e muitos netos e bisnetos.
De Misiones, onde trabalhou também com transporte de toras de madeira pelo Rio Uruguai e cujo destino eram os portos de Buenos Aires ou Montevidéu, voltou para o Brasil, novamente na região do Porto União da Vitória, onde se estabeleceu como fotógrafo. Nesta época acompanhou e fotografou a entrada, em Porto União, das tropas do coronel João Gualberto, então Comandante da Força Pública e depois Patrono da Policia Militar do Paraná, o qual, vindo de Curitiba, seguia rumo ao Iraní com a primeira tropa que atacaria os "jagunços" levantados pelo Monge João Maria e acampados naquelas bandas. Entre estas está a última foto do coronel João Gualberto em vida. Nesta época também fez uma foto do presidente dos Estados Unidos, Theodore Roosevelt, que passou de trem pelo local.

## Após a Primeira Guerra Mundial
Tempos depois empregou-se como fotógrafo oficial da Cia. Lumber, madeireira norte-americana de propriedade do magnata Percival Farquhar, cujas empresas construiriam também a Estrada de Ferro São Paulo-Rio Grande. Mudou-se, então para Três Barras - hoje Santa Catarina, sede da Serraria Lumber, de onde continuou fotografando os movimentos relativos à Guerra do Contestado até o final. Há fotos de líderes fanáticos como Bonifácio Papudo e Alemãozinho, bem como dos líderes militares como o general Setembrino de Carvalho. Ainda em Três Barras fotografou a passagem de paulistas e catarinenses que combatiam durante o levante tenentista de 1924.
Em 1928 transferiu-se para Itararé (São Paulo) em busca de lucros certos com a construção da Ferrovia Itararé-Fartura, a qual acabou não saindo do papel. Porém, decidiu-se por estabelecer residência em definitivo nesta cidade, de onde fotografou, ainda, os movimentos revolucionários de 1930 e 1932. Em 1930 fotografou o front e também as passagens de Flores da Cunha, Glicério Alves, Assis Brasil e Getúlio Vargas por Itararé.
Na Revolução Constitucionalista de 1932, além de Itararé onde fotografou João Batista Luzardo (O Embaixador), esteve também em Buri, local onde ocorreram os mais violentos combates da Frente Sul, em Itapeva (então Faxina) e Capão Bonito, acompanhando e fotografando os acontecimentos.

## Últimos anos
Em muitas de suas viagens entre as décadas de 1910 e 1930, fotografou cidades importantes, deixando coleções diversas, entre as quais destacam-se Buenos Aires, São Paulo, Curitiba, Rio de Janeiro, Porto Alegre e Santos. Fotografou muitas obras de construção ferroviária, incluindo a montagem da famosa Ponte Metálica sobre o Rio Uruguai em Marcelino Ramos, no Rio Grande do Sul, e fez ainda uma coleção da Estrada de Ferro Curitiba Paranaguá em belíssima viagem fotográfica.
Falecendo no ano de 1954 em Curitiba onde estava hospitalizado  - e onde foi enterrado - deixou vasto material que é hoje divulgado e utilizado pelos estudantes e interessados brasileiros. Em novembro 2003 teve um livro biográfico publicado pela Dialeto, editora de São Paulo, no qual pode-se ver parte de sua obra. Nesta ocasião seus trabalhos ficaram expostos no Museu da Imagem e do Som de São Paulo (MIS) por dois meses. Curioso destacar, o período previsto para esta mostra era de apenas vinte dias, contudo, devido ao grande sucesso, o MIS acabou por estender o período para dois meses. Também na sua cidade natal, em Hedemora, foram publicados artigos destacando o seu trabalho.

## Legado
Seus irmãos Carlos, Israel, João e Emílio casaram-se no Brasil e deixaram larga descendência. Axel, o penúltimo, voltou à Suécia e juntou-se a sua irmã mais velha que por lá se quedara. Anna estivera no Brasil em 1909 junto com o marido, Otto Stark. Porém não se adaptaram e retornaram à Suécia; ela nunca mais viu o pai nem os outros irmãos. Axel formou-se engenheiro e aposentou-se na prefeitura de Estocolmo - apesar da saudade, também nunca mais voltou ao Brasil, muito embora jamais tenha esquecido o português, sua língua escolar, na qual aprendeu a escrever. O segundo filho de Claro, Gustavo Adolfo Jansson, aposentou-se como fotógrafo em Itararé, vindo a falecer em janeiro de 2004. Seguindo os passos do pai, deixou um vasto acervo fotográfico e muito contribuiu para o livro com a biografia de seu pai publicado pela Dialeto.